# Dracomonticola
Dracomonticola é um género botânico pertencente à família das orquídeas (Orchidaceae).